# Penstemon laevigatus
Penstemon laevigatus är en grobladsväxtart som först beskrevs av Carl von Linné, och fick sitt nu gällande namn av William Aiton. Penstemon laevigatus ingår i släktet penstemoner, och familjen grobladsväxter. Inga underarter finns listade i Catalogue of Life.